# 普兰县
普兰县（藏語：སྤུ་ཧྲེང་རྫོང་།，威利转写：spu hreng rdzong，藏语拼音：Burang Zong）是中华人民共和国西藏自治区阿里地区南部的一个县。旧称布拉木达克喇（藏語：སྤུ་རང་སྟག་ལ，威利转写：spu rang stag la），古代屬象雄王国，宋元时汉籍称为布让，明代称普兰。1959年后改普兰宗为普兰县。藏语中意思是“独毛”。县人民政府駐普兰镇吉让居委会。
普兰县西南为中华人民共和国、印度、尼泊尔三国交界处。這裡是中國尼泊爾人最多的地区。

## 行政区划
普兰县下辖3个镇：
普兰镇、巴嘎乡和霍尔乡。

## 人口
截止2020年11月1日零時，普蘭縣常住人口為12242人。全縣常住人口中，藏族人口為10095人，其他少數民族人口為245人，漢族人口為1902人。與2010年第六次全國人口普查相比，藏族人口增加1383人，其他少數民族人口增加162人，漢族人口增加1040人。

## 交通
- 219国道、 564国道、 693国道、 695国道